# USS Dwight D. Eisenhower (CVN-69)
Pour les articles homonymes, voir Eisenhower.
L’USS Dwight D. Eisenhower (CVN-69), surnommé Ike, est un porte-avions américain à propulsion nucléaire de la classe Nimitz. Il est le deuxième porte-avions de la sous-classe Nimitz, et fait partie des 11 porte-avions géants de l'US Navy. Il fut commandé pour remplacer l'USS Franklin D. Roosevelt, un ancien porte-avions datant de la Seconde Guerre mondiale.
À l'origine, le navire devait s'appeler simplement Eisenhower, en hommage au 34e président des États-Unis, Dwight David Eisenhower. Il prit finalement le nom complet de Dwight D. Eisenhower le 25 mai 1970. La devise du navire est « I Like Ike » (soit en français : « J'aime Ike » - « Ike » était le surnom d'Eisenhower). Depuis son entrée en service, l’Ike a connu treize commandants différents.

## Construction
La commande a été passée le 29 juin 1970 au Newport News Shipbuilding de Newport News, en Virginie, sous la désignation CVAN-69, pour un budget de 679 millions de dollars (en dollars de 1970). Le 30 juin 1975, la désignation est remplacée par CVN-69.
Le navire est mis en chantier le 15 août 1970 sous l'appellation hull 599. Le navire est inauguré par Mamie Eisenhower le 11 octobre 1975 et entre en service le 18 octobre 1977, sous le commandement du Captain William E. Ramsey. Ramsey sera plus tard nommé Rear Admiral.

## Historique

### Premiers déploiements
L’Ike fut tout d'abord rattaché à l’US Atlantic Fleet. Après un an de mise en condition opérationnelle, au printemps 1978, l’Ike reçut la visite du Président Jimmy Carter, qui tira une balle de golf au-dessus du pont, dans l'océan Atlantique. En janvier 1979, l’Ike fut pour sa première mission envoyé dans la mer Méditerranée. Durant ce déploiement, l’Ike mouilla au large des côtes Israéliennes ; le premier ministre Menahem Begin visita le navire et assista à une démonstration de la supériorité de l'aviation américaine, en termes d'habileté des pilotes et de puissance de feu. Puis, l’Ike retourna mouiller au Norfolk Naval Station en juillet de la même année.
Le deuxième déploiement se déroula en 1980 dans l'océan Indien, sous le commandement du Captain James H. Mauldin. Il s'agit d'une mission d'intimidation ordonnée par le Président Jimmy Carter, à la suite de la prise d'otages de l'ambassade de Téhéran. L’Ike relaya l'USS Nimitz trois jours après la tentative avortée de sauvetage des otages.
Les tensions dans la zone étant encore vives, l’Ike dut rester au large des côtes de l'Iran pendant plus de 8 mois (254 jours de mer)[réf. souhaitée]. Durant cette période, les marins et les marines n'eurent droit qu'à deux bières, après 45 jours sans escale (« splicing the main brace »). Du fait de l'exceptionnelle durée du déploiement, ils purent consommer de l'alcool à deux autres reprises. Ceci fut la première consommation légale d'alcool par un équipage en mission à bord d'un navire de l’US Navy depuis plusieurs décennies (l'alcool est ordinairement interdit).
Dans l'océan Indien, les marins ont surnommé certaines des zones patrouillées « Gonzo » et « Kermit », en référence aux personnages des Muppets. À un moment, l’Ike passa 152 jours (ou 5 mois et demi) en mer sans escale, un nouveau record. Il fut enfin relayé par l'USS Independence et retourna au port de Norfolk le 22 décembre 1980, juste à temps pour que l'équipage puisse célébrer Noël auprès de leurs familles. Vingt-neuf jours après ce retour au port, les otages de l'ambassade furent libérés.
Pendant plus de 20 ans, l’Eisenhower conserva le record du plus long déploiement en temps de paix, dans toute l'histoire des porte-avions. L'USS Nimitz détenait auparavant ce record. Celui-ci fut encore battu par un autre porte-avions, l'USS Theodore Roosevelt.
Durant son troisième déploiement en 1982, il retourna en mer Méditerranée, sous le commandement du Captain E.W. Clexton, l'ancien Executive Officer du Captain Ramsey.

### Révision intégrale et déploiements consécutifs
Après son quatrième déploiement, l’Ike subit au chantier naval de Newport News and Drydock en octobre 1985 pour une profonde modernisation de 18 mois. Au cours de ce carénage, plusieurs équipements furent rajoutés, dont : un Close-in weapon system (système de défense anti-missiles), des missiles mer-air à guidage radar semi-passif AIM-7 Sea Sparrow, un Naval Tactical Data System (système de détection informatisé), des équipements de lutte anti-sous-marine, ainsi que la mise à niveau des systèmes de communication et enfin, la réhabilitation des 1831 couchettes (réparties dans 25 compartiments). L’Ike retournera en service actif en avril 1987.
À la fin de l'année 1987, l’Ike fit escale à Caracas au Venezuela, à St. Thomas dans les Îles Vierges et à Montego Bay, en Jamaïque.
L’Ike entama son cinquième déploiement le 29 février 1988, en mer Méditerranée. Il fit escale à Palma de Mallorca (Espagne), à Toulon, Marseille et Cannes (France), Naples, Livorno et Sigonella (Italie), Antalya (Turquie) et Haifa (Israël). Lors de son retour à Norfolk le 29 août 1988, il entra en collision avec un navire charbonnier espagnol, ancré dans la Norfolk Naval Station, à cause de mauvaises conditions météorologiques et d'erreurs d'organisation lors de la manœuvre. Les dégâts subis par les deux navires furent mineurs. Le Captain Gary Beck sera relevé de ses fonctions un mois plus tard.
L’Ike fut réparé au Norfolk Naval Shipyard de Portsmouth (Virginie) en septembre 1988 et ne fut opérationnel qu'en avril 1989. L’Eisenhower fit escale à deux reprises à Fort Lauderdale, en Floride, au cours de ses essais à la mer à la fin 1989.
L’Ike entama son sixième déploiement en 1990, dans la mer Méditerranée. Le déploiement survint lors de l'événement commémoratif du « Dwight D. Eisenhower Centennial », qui célèbre le 100e anniversaire de la naissance du Président. Durant les cérémonies de l'anniversaire du Débarquement allié au large des côtes de la Normandie, le fils du Président Eisenhower, John Eisenhower, et quelques vétérans du Débarquement, embarquèrent sur le navire pendant que Carrier Air Wing Seven organisait un meeting aérien au-dessus du cimetière américain de Colleville-sur-Mer d'Omaha Beach.

### OpérationsDesert Shield/Desert Storm
En réponse à l'invasion du Koweït par l'Irak, l’Ike devint le premier porte-avions à mener des opérations dans la Mer Rouge, et le deuxième porte-avions à propulsion nucléaire à passer le Canal de Suez. L’Ike était sur place, en prévision d'une éventuelle invasion de l'Arabie saoudite par l'Irak, et participa à des opérations d'interception maritime, en soutien de la mesure d'embargo des Nations Unies envers l'Irak.
Après une longue période passée au chantier naval, l’Ike fut redéployé le 26 septembre 1991 dans le golfe Persique dans le cadre de l'opération Tempête du désert. L’Ike retourna à Norfolk le 2 avril 1992. Le 12 janvier 1993, il entrera à Norfolk Naval Shipyard pour une révision intégrale et une conversion, pour enfin retrouver le service actif le 12 novembre 1993.

### Déploiement à Haïti
En septembre 1994, l’Ike et une partie de la 10e division de montagne américaine ont testé pour la première fois la technique dite de l’adaptative force packaging. La division embarqua à bord du porte-aéronefs, qui fit cap vers Port-au-Prince pour mener l'opération Uphold Democracy, une intervention américaine pour restaurer le gouvernement légitime de Haïti.
Un mois plus tard, en octobre 1994, l’Ike est à nouveau déployé pour 6 mois, afin de participer notamment aux opérations Southern Watch et Deny Flight. Ce déploiement marque la première fois où des femmes font partie des membres d'équipage d'un navire de l’US Navy. L’Ike, Carrier Wing Three et COMCRUDESGRU Eight team comptaient plus de 400 femmes.

### Révision intégrale de 1995 et déploiement consécutif

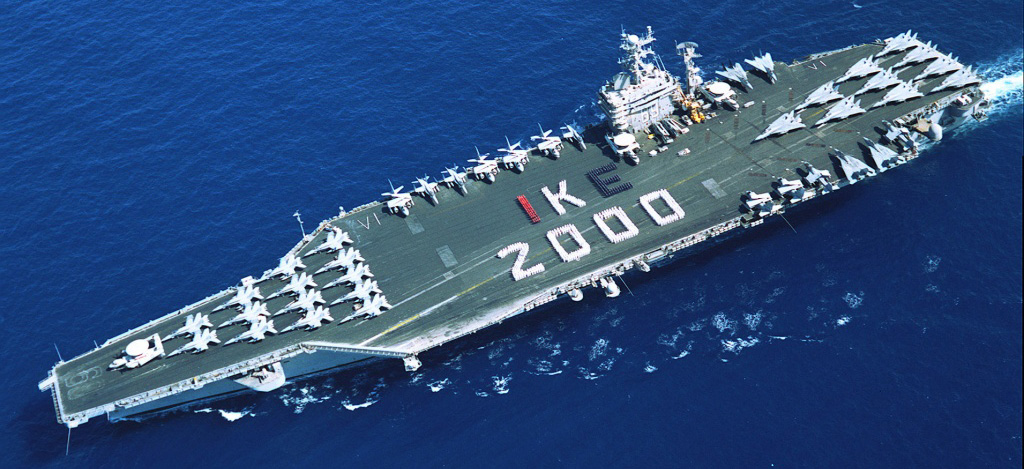
Vue aérienne de l’Eisenhower, de retour de mission sur le en. L'équipage est disposé de manière à écrire « IKE 2000 ».

L’Ike retourna à Newport News Shipbuilding le 17 juillet 1995 pour une révision intégrale de 18 mois, jusqu'au 27 janvier 1997. Le navire fit son 10e déploiement le 10 juin 1998 et revint en décembre. En février 1999, l’Ike retourna à Norfolk Navy Shipyard pour des opérations de maintenance de routine qui durèrent 6 mois, avant de revenir dans la flotte, en juin.
En déploiement en février 2000 et de retour le mois d'août suivant sur le Millennium Cruise (la « croisière du millénaire » en français), c'est la première fois que l'équipe aérienne embarquée est autorisée à bombarder une zone irakienne au cours de l'opération Southern Watch. Au total, ce sont 15 tonnes d'armement air-sol qui ont été envoyées sur les défenses aériennes irakiennes, durant cette mission de maintien de la zone d'exclusion aérienne de l'Irak (au sud du 33e parallèle).

### Révision intégrale de 2001

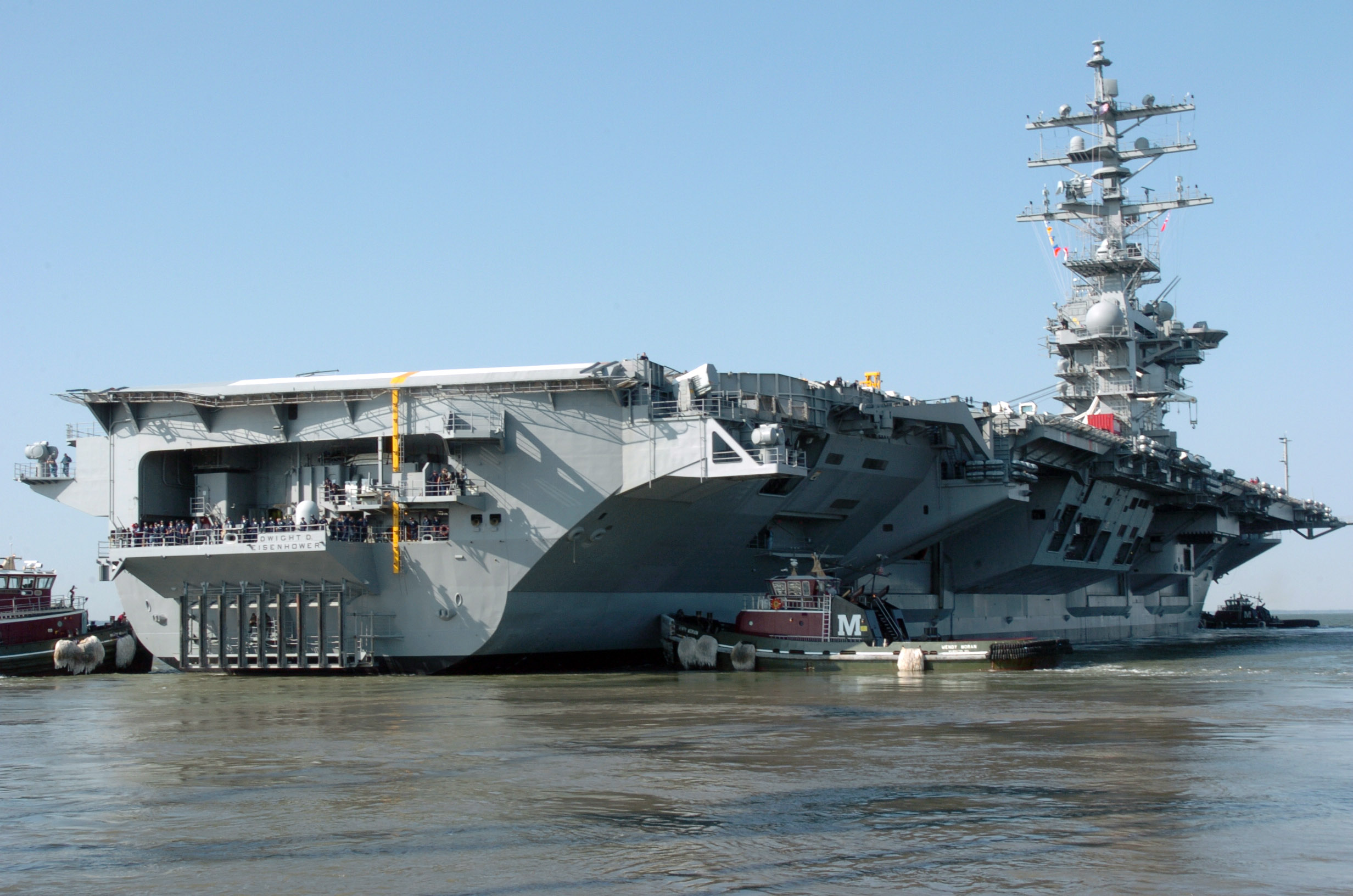
L’Eisenhower, prêt à quitter la en pour accomplir les derniers essais du RCOH (octobre 2005).

Le 21 mai 2001, l’Eisenhower retourna à Newport News Shipbuilding and Drydock Company (NNS&DDC) pour entamer une lourde remise à niveau. Il s'agit d'un Refueling Complex Overhaul (RCOH), une remise à niveau obligatoire pour tous les porte-avions, programmée à la date de demi-vie du navire. Ce RCOH durera 4 ans, et devait coûter à l'origine 1,36 milliard de dollars. Le contrat fut prolongé une première fois de 11 semaines par le département de la Défense, pour un surcoût de 130 millions de dollars. Le contrat sera prolongé plusieurs fois de suite, et le coût final s'élèvera à un total de 2,5 milliards de dollars, ce qui créa une mini-polémique au sein du Congrès et des médias. La plus importante des rénovations subies est le remplacement du combustible usagé des deux réacteurs nucléaires. Le 25 janvier 2005, l’Eisenhower quitte NNS&DDC et retourne à Norfolk Naval Station. Les modernisations apportées sont prévues pour prolonger la durée du service du navire jusqu'en 2025.

### Déploiement dans le golfe Persique et l'océan Indien
Le 3 octobre 2006, l’Eisenhower et Carrier Air Wing 7 (CVW-7) repartent en mer sous le commandement du Rear Admiral Allen G. Myers, dans le groupe aéronaval Carrier Strike Group 8. CSG-8 inclut également le croiseur Anzion (CG-68), les destroyers Ramage (DDG-61) et Mason (DDG-87), et le sous-marin nucléaire d'attaque Newport News. CSG-8 fit escale à Naples en Italie, puis Limassol à Chypre pendant trois jours en octobre 2006, avant le départ vers l'Est. L’Eisenhower entra dans le golfe Persique en décembre 2006.
Le 8 janvier 2007, un gunship AC-130 américain basé à Djibouti fut envoyé en mission pour abattre des agents d'Al-Qaïda localisés en Somalie. L’Ike « fut déployé dans l'océan Indien pour fournir un soutien aérien à l'opération, et si nécessaire, évacuer les tués et autres blessés ».

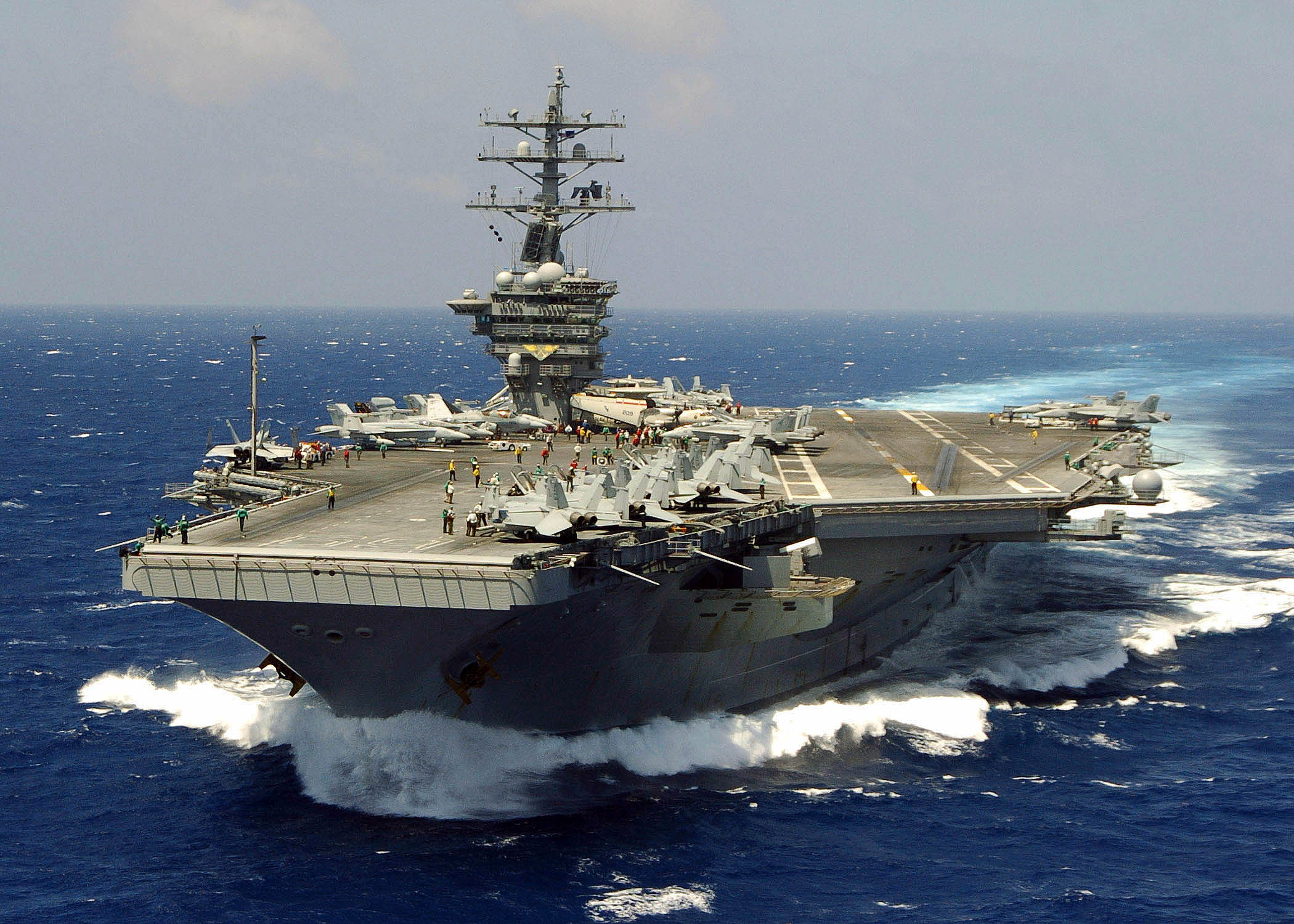
Le porte-avions, dans l'océan Atlantique en avril 2006.

L’Ike rejoignit d'autres navires alliés de la Combined Task Force 150, basée à Bahreïn. Le porte-parole américain ne révéla pas quels navires faisaient partie du groupe aéronaval, mais ce dernier incluait des navires du Canada, de la France, de l'Allemagne, du Pakistan, du Royaume-Uni et des États-Unis. Parmi les navires américains de la Combined Task Force 150 se trouvaient le destroyer USS Ramage (DDG-61) de la classe Arleigh Burke et le croiseur USS Bunker Hill (CG-52) de la classe Ticonderoga. L'objectif de ce groupe aéronaval était de « stopper la fuite des leaders du SICC et de leurs partisans étrangers » de Somalie.
En mars 2007, à la suite de la prise d'otages iranienne de 15 membres de la Royal Navy, l’Eisenhower entama des simulations de combat au large des côtes iraniennes, pour intimider le pays. En avril 2007, l'USS Eisenhower fut remplacé par l'USS Nimitz, qui assurera la continuité du soutien aérien, lors des tensions entre Iraniens et Américains.
En mai 2007, sur le trajet du retour, l’Eisenhower fit une escale de quatre jours dans le port de la ville de Lisbonne au Portugal. L'équipage du navire a participé à une visite guidée du port, à des rencontres sportives et des échanges interculturels entre les deux nations. Cette réception fut organisée par l'ambassade américaine de Lisbonne[réf. souhaitée].
Le 22 janvier 2008, il entre en cale sèche pour subir une modernisation de 6 mois (Planned Incremental Availability), et sera à nouveau opérationnel en août 2008. Il entame son nouveau déploiement le 21 mars 2009, dans le cadre de l'opération Enduring Freedom, dans le golfe d'Oman.

### Déploiement dans la mer Méditerranée et mer Rouge
Fin octobre 2023, l'Eisenhower est envoyé en Méditerranée orientale, rejoignant l'USS Gerald R. Ford, lui-même déployé le 8 octobre après l'attaque massive du Hamas sur le territoire israélien.
Le déploiement de l'Eisenhower étant déjà prévu, cela n'a aucun rapport lié au conflit entre Israël et le Hamas. Toutefois, il reste à disposition en cas de besoins liés au conflit.
Il reste neuf mois sur zone en Méditerranée, mer rouge et océan indien Et  termine son déploiement en juillet 2024 
Durant la crise de la mer Rouge, les navires du Carrier Strike Group du IKE (IKECSG) ont lancé 155 missiles Standard SM-2 et SM-6 et 135 TLAM (Tomahawk Land Attack Missile).
Les avions du IKECSG ont lancé près de 60 missiles air-air et largué 420 armes air-sol.

## Groupe aéronaval de l’Eisenhower

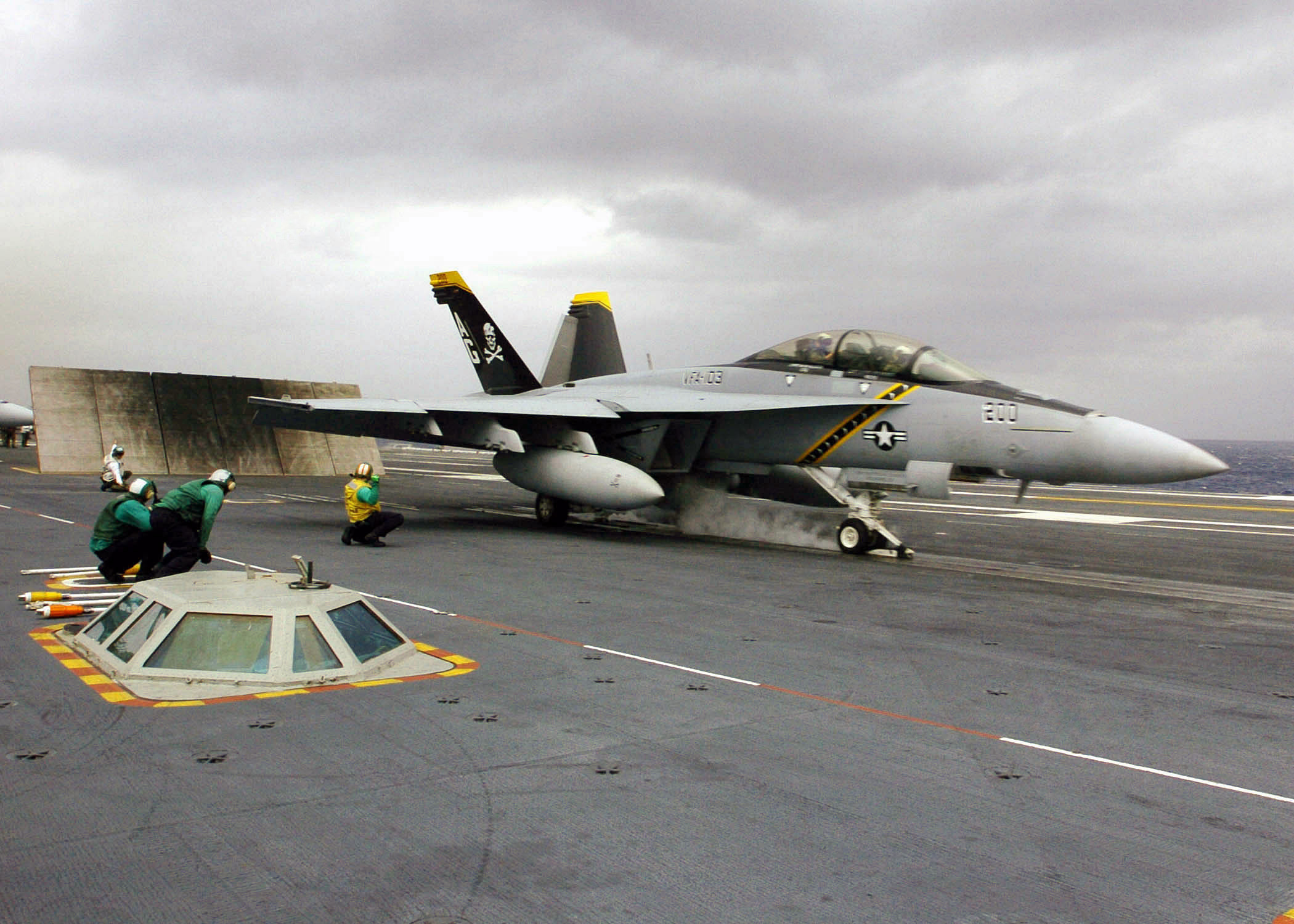
Un F/A-18 du VFA-103 “en” ; cet escadron est connu pour sa décoration de pirate.

L’Eisenhower fait partie du groupe aéronaval Carrier Strike Group 8 (CSG-8) et transporte les escadrons qui composent le Carrier Air Wing 7 (CVW-7). Il est le navire amiral du groupe aéronaval et le siège du commandant du Destroyer Squadron 28.
Le parc aérien de l’Eisenhower est, dans les années 2005, constitué d'environ 74 aéronefs,, dont :
- Quatre escadrons d'attaque et d'assaut F/A-18 Hornet :
  - Strike Fighter Squadron 83 (VFA-83) “Rampagers”
  - Strike Fighter Squadron 103 (VFA-103) “Jolly Rogers” (chasseurs SuperHornet)
  - Strike Fighter Squadron 131 (VFA-131) “Wildcats”
  - Strike Fighter Squadron 143 (VFA-143) “Pukin’ Dogs”
- Un escadron de Grumman EA-6 Prowler Electronic Attack Squadron 140 (VAQ-140) “Patriots” (contre-mesure électronique)
- Un escadron de E-2 Hawkeye Carrier Airborne Early Warning Squadron 121 (VAW-121) “Bluetails” (AWACS)
- Un escadron de Seahawk Helicopter Antisubmarine Squadron 5 (HS-5) “Nightdippers” (hélicoptères ASM)
- Une flotte de soutien logistique Grumman C-2 Greyhound Fleet Logistics Support Squadron 40 (VRC-40) “Rawhides” Det. (ne fait pas partie à proprement parler du CVW-7 ; il n'est présent que lorsque le navire est en déploiement)

### Navires du DESRON-28
Le DESRON est composé des bâtiments suivants :
- USS Bainbridge (DDG-96) ;
- USS Barry (DDG-52) ;
- USS Laboon (DDG-58) ;
- USS Mitscher (DDG-57) ;
- USS Ramage (DDG 61).

## Insigne
L'insigne du Dwight D. Eisenhower montre le navire, vu de l'avant. Les cinq étoiles qui l'entourent représentent le grade de General of the Army, (le grade du président Eisenhower, à la fin de sa carrière dans l'US Army) et les électrons symbolisent la propulsion nucléaire du navire.

## Décorations
L’Eisenhower a remporté de nombreuses distinctions, dont le Battle “E” en 1979, 1980, 1985, 1990, 1998, 1999 et 2006, qui récompense les porte-avions les plus performants de l’Atlantic Fleet. En 1999, il remporta le Marjorie Sterrett Battleship Fund Award de l’Atlantic Fleet. Il remporta également l’Expeditionary Medal de la Navy et du Marine Corps (1980), la Meritorious Unit Commendation (1990, 1992, 1995, 2001) et la Navy Unit Commendation Ribbon (1980, 1983). L’Eisenhower remporta enfin l’Atlantic Fleet Retention Excellence Award en 1999 (aussi appelée la Golden Anchor Award).

#### Articles
- (en) www.eisenhower.navy.mil – site officiel de l’US Navy sur l'USS Dwight D. Eisenhower
- (en)  – entrée DANFS
- (en) www.navysite.de/cvn/cvn69.html – article NavySite.de
- (en) www.uscarriers.net/cvn69history.htm – article U.S. Carriers.net
- (en) www.globalsecurity.org/military/agency/navy/batgru-69.htm – article GlobalSecurity.org

#### L'équipage
- (en) www.hullnumber.com/CVN-69 – liste d'une partie des soldats qui ont travaillé à bord de l’Eisenhower
- (en) www.ikebites.com – Dwight D. Eisenhower Sea Stories

#### Galeries
- (en) www.maritimequest.com – galerie MaritimeQuest
- (en) www.navsource.org/archives/02/69.htm – galerie NavSource Naval History